# Oxytauchira oxyelegans
Oxytauchira oxyelegans är en insektsart som beskrevs av Otte, D. 1995. Oxytauchira oxyelegans ingår i släktet Oxytauchira och familjen gräshoppor. Inga underarter finns listade i Catalogue of Life.